# Râul Gealar
Râul Gealar (în ucraineană Джаллар) este un râu care străbate sud-vestul Regiunii Odesa din Ucraina, afluent de stânga al râului Cogâlnic.  

## Date geografice
Râul izvorăște de lângă Dealul Gealar, din apropierea satului Arcizul-Nou (Raionul Arciz, Regiunea Odesa), străbate o vale de pe teritoriul raionului Arciz și se varsă în râul Cogâlnic, în apropierea satului Gnadental. El are un debit foarte mic, iar în verile mai secetoase poate chiar seca pe unele segmente. Apele sale sunt folosite în irigații.
Râul Gealar traversează următoarele sate: Arcizul-Nou și Gnadental. 